# Хартфорд (Јужна Дакота)
Хартфорд (енгл. Hartford) град је у америчкој савезној држави Јужна Дакота.

## Демографија
По попису из 2010. године број становника је 2.534, што је 690 (37,4%) становника више него 2000. године.
| Група             | 2000.         | 2010.         |
| Белци             | 1.794 (97,3%) | 2.434 (96,1%) |
| Афроамериканци    | 2 (0,1%)      | 15 (0,6%)     |
| Азијати           | 1 (0,1%)      | 6 (0,2%)      |
| Хиспаноамериканци | 6 (0,3%)      | 14 (0,6%)     |
| Укупно            | 1.844         | 2.534         |